# Керимов, Инам Имдад оглы
Инам Имдад оглы Керимов (азерб. İnam İmdad oğlu Kərimov; род. 6 июня 1977, Баку) — азербайджанский государственный деятель. Председатель Верховного суда Азербайджана (с 2023).

## Биография
Родился 6 июня 1977 года в г. Баку. В 1984—1994 годах учился в Гуманитарной гимназии Баку. В 1994—1995 годах продолжил образование в Высшей школе Ричмонда. В 1995 году поступил на факультет международного права Бакинского государственного университета. 
В 1998—2000 годах получил степень бакалавра в области права в Страсбургском университете, в 2000—2002 годах — степень магистра в области права Университета Сорбонна. В 2013 году получил степень доктора права (фр. Docteur en droit) в университете Сорбонна.
С 2002 по 2004 год — советник, с 2004 по 2012 год — главный советнрик Администрации Президента Азербайджана. С 2005 по 2012 год являлся также секретарём Комиссии Азербайджанской Республики по борьбе с коррупцией.
В 2005—2012 годах возглавлял делегацию Азербайджана в Группе государств по борьбе с коррупцией Совета Европы. 
С 2012 по 2018 год — председатель Государственного агентства по оказанию услуг гражданам и социальным инновациям Азербайджана. 
С 27 декабря 2016 года является членом Совета туризма Азербайджана, с 13 июля 2016 года — членом Комиссии  по улучшению бизнес-среды в Азербайджане и дальнейшему улучшению позиции страны в международных рейтингах, с 20 апреля 2016 года — членом Наблюдательного совета Центра анализа экономических реформ и коммуникаций.
Министр сельского хозяйства Азербайджана (21 апреля 2018 — 4 апреля 2023).
Председатель Верховного суда Азербайджана (С 4 апреля 2023).
Председатель Судебно-правового совета Азербайджана (с 24 июня 2023). 
Владеет английским, французским, персидским и русским языками.